# Caprellidira
Caprellidira es un parvorden de pequeños crustáceos anfípodos marinos.

## Clasificación
Se reconocen quince familias agrupadas en siete superfamilias:
- Superfamilia Aetiopedesoidea Myers & Lowry, 2003
  - Aetiopedesidae Myers & Lowry, 2003
  - Paragammaropsidae Myers & Lowry, 2003

- Superfamilia Caprelloidea Leach, 1814
  - Caprellidae Leach, 1814
  - Caprogammaridae Kudrjaschov & Vassilenko, 1966
  - Cyamidae Rafinesque, 1815
  - Dulichiidae Laubitz, 1983
  - Podoceridae Leach, 1814

- Superfamilia Isaeoidea Dana, 1853
  - Isaeidae Dana, 1853

- Superfamilia Microprotopoidea Myers & Lowry, 2003
  - Microprotopidae Myers & Lowry, 2003

- Superfamilia Neomegamphopoidea Myers, 1981
  - Neomegamphopidae Myers, 1981
  - Priscomilitariidae Hirayama, 1988

- Superfamilia Photoidea Boeck, 1871
  - Ischyroceridae Stebbing, 1899
  - Kamakidae Myers & Lowry, 2003
  - Photidae Boeck, 1871

- Superfamilia Rakirooidea Myers & Lowry, 2003
  - Rakiroidae Myers & Lowry, 2003